# Bazilika svetega Prokopa, Trebič
Bazilika svetega Prokopa je romansko-gotska krščanska cerkev v Trebiču na Češkem. Zgrajena je bila na kraju prvotne kapele device Marije v benediktinskem samostanu med letoma 1240 in 1280. Leta 2002 je postala kulturni spomenik državnega pomena kot del samostana svetega Prokopa. Leta 2003 je bila skupaj z judovsko četrtjo v Trebiču vpisana na Unescov seznam svetovne dediščine.
Bazilika je bila prvotno posvečena Marijinemu vnebovzetju. Sveti Prokop je postal zavetnik bazilike po kanonizaciji leta 1704. Jan Karel, grof Valdštejnski, je postavil grajsko kapelo svetega Prokopa iz prezbiterija bazilike. 
Bazilika je župnijska cerkev gradu Trebič, ki je njen lastnik.

## Zgodovina
Zgodovina bazilike je tesno povezana z zgodovino nekdanjega benediktinskega samostana v Trebiču. Pred tem je tam stala kapela svetega Prokopa, ki je bila zgrajena leta 1104. Posvetil jo je Herman, škof v Pragi. Pet let pozneje je samostan že imel svojo cerkev. To je leta 1109 posvetil škof v Pragi, Jan II. V kripti cerkve je pokopan vojvoda Litold Znojemský, eden od ustanoviteljev samostana, tri leta pozneje pa je bil v njej pokopan še njegov brat in vojvoda Oldrih Brněnský, drugi ustanovitelj samostana.
Samostan je bil bogat in njegov vpliv precejšen. Okoli polovice 13. stoletja so samostan prezidali in utrdili. Obnova, ki se je začela okoli leta 1240, je bila končana leta 1260. Romanska arhitektura v samostanu je izginila, ne pa v novi baziliki. Bazilika je ohranila svoj izvirni slog do danes.

## Opis

### Notranjost
Bazilika svetega Prokopa ima tri ladje in na zahodu dva zvonika. Hodnika sta dva: severni zunanji, notranji južni. Prečna ladja je nekoliko zatrta. Glavna ladja je najširša in ima šest obočnih pol, dve stranski ladji imata devet obočnih polj; eno obočno polje glavne ladje je dvakrat večje od območja obokanja oltarja. Cerkev je dolga 65,7 metra in široka 20,2 metra. 
Glavna ladja je višja od stranskih, od katerih jo deli šest stebrov, izmenično močnejših in šibkejših, med njimi so koničasti loki. Glavna ladja je iz  baroka. Prvotno so načrtovali tudi kupolo, a so se med gradnjo gradbeniki odločili za šestrebrasti obok. Na šibkejše stebre so povezani pilastrski nosilci z glavami v obliki baročnih skulptur čeških svetnikov. Prvotni obok glavne ladje je bil očitno poškodovan v bojih leta 1468. Poškodovane so leta 1679 odstranili in jih zamenjali z novimi baročnimi – restavrator cerkve je bil arhitekt František Maximilian Kanka.

### Kor
Kor je v ladji za slavolokom. Na vogalih so peščenjakovi bloki okrašeni z reliefom. To je verjetno del stranskih vhodov v lektorij.  Latinski napis na slavoloku pomeni: "V čast Bogu in devici Mariji obnovil oskrunjene ruševine Jan Josef, sveti rimski cesar, grof Waldstein,"  leta 1730. Ta napis je opomnik celotne obnove cerkve, ki jo je med letoma 1726 in 1733 opravil František Maximilian Kanka.
Kor ima dve veliki kvadratni obočni poli; obok sam je osemdelna kupola z rebrastimi profili. Sledi obliki apside.

### Kapele
Obe vzhodni strani ladje se končata s kapelo, ločeno s steno. Ohranjena je le kapela v severni ladji: je opatova kapela, ki ima razpon ene posamezne obočne pole in tri križno obokana rebra,  polkrožno apsido s školjkasto nišo. Severna kapela je bila verjetno uničena leta 1468, ko so baziliko osvojile čete kralja Matije Korvina. Obnovljena je bila skupaj z vhodom v grobnico do leta 1956. Zdaj se uporablja kot zakristija.
Na zunanji strani južnega hodnika je ohranjen prvotni južni portal cerkve iz nekdanjega samostana; njegovo plastično okrasje prikazuje cvetlične motive.
Samostanska kapela je pomembna z ohranjenimi starodavnimi stenskimi poslikavami svetopisemskih zgodb. Draga obnova je bila končana leta 1999.

### Okna
Na vsaki strani glavne ladje so šesterokraka zgornja okna. Enako število oken imajo stranski oltarji. Tristranska velika apsida glavne ladje je okrašena s tremi okroglimi okni. Med njimi je najdragocenejše srednje okno, rozeta, ki je  podobna (ne pa velikost) oknu v stolnici Notre-Dame v Reimsu.  Zanimivo je, da so bila vsa ta okna do leta 1871 zazidana in so skupaj z njihovim odkritjem dobila še dve preprosti okni s krogovičjem.

### Apsida
Notranjost velike apside je arkadna liha orbita. Sestoji se iz 33 peščenjakovih stebrov, ki imajo zlomljene arkadne oboke. Baze in kapiteli so okrašeni. Na vencu zgoraj pa je še okno. V kotih poligonalne apside so konci stebrov podprti na glavi podpore loka. Nad tremi okroglimi okni je triforijeva galerija, majhna arkadna galerija. Njen prostor obkroža apsido na petih straneh in so ločene od notranjosti prezbiterija z okni s poslikanim steklom iz leta 2007. Vstop je prek spiralnega stopnišča ob strani apside. Ta pristop je bil dolgo zazidan in nihče ni vedel zanj. 
V apsidi sta dva vstopna portala: eden vodi v opatijsko kapelo (napis na timpanonu kaže leto pričakovanega datuma gradnje bazilike, ki se razume kot izvirna gradnja samostanske cerkve), drugi je na južni kapeli (na timpanonu je znak obnove apside v 19. stoletju). Napis na oboku nad apsido pomeni: "Pod okriljem rojstva Matere božje in device Marije."
Današnji psevdooltar je posvečen svetemu Vojtehu, njegovi avtorji so Jan Kastner, Štěpán Zálešák in Viktor Förster. V baziliko je bil dan leta 1935 na priporočilo arhitekta Kamila Hilberta. Oratorij na južni strani prezbiterija izvira iz 19. stoletja.

### Zunanjost
Zunanjost bazilike ustreza njeni notranji strukturi. Okoli ladje in apside poteka venec in na apsidah in koru je nazobčan in obokan friz. Stransko fasado glavne ladje krasi gladka lizena. Pritlikava galerija apside je odprta na vseh petih straneh in se konča s polkrožnimi arkadami. Nad tem delu stene so manjše krožne odprtine.
Zahodna fasada, danes baročna, je bila med obleganjem samostana močno poškodovana. Prvotno je bil verjetno westwerk, tj. zahodni del fasade s prizmatičnima stranskima stolpoma. Današnji stolp delno zajema starega. 

### Severni portal
Na severni strani bazilike opozarja hodnik na pravokotni tloris. Obokan je s sedemrebrastim obokom. Njegov obseg ohranja štiri vogale in tri nosilne stebre v sredini stranskih sten med oboki ob vhodu. To odpira dve polkrožni arkadi. Med arkadami trdno stoji opornik. Steno nad arkadami krasijo dvojna okna, polkrožna se končajo v sredini s stebrom, ki je enak pritlikavi galeriji. Notranja stran preddverja pripelje do cerkve. Portal je bogato okrašen: sedem gladkih granitnih stebrov se izmenjava s trikotnimi prizmatičnimi peščenjakovimi stebri, bogato okrašenimi z rastlinskim okrasjem. Peščenjakovi stebri se končujejo s ploščo in kapitelom. Rastlinsko in figuralno okrasje je hvalnica Stvarniku.  Štiri figure na vrhu obeh delov portala so verjetno štirje evangelisti, poleg njih so na vsaki strani pravokotnega vhoda najverjetneje opati.
Ko je bil v začetku 15. stoletja samostan razpuščen, je bila v severnem delu bazilike ustanovljena pivovarna. Pozneje je bila obnovljena za stanovanjske namene, v zadnjem času nastanitev kaplana. Hodnik je bil obnovljen v drugi polovici 19. stoletja, kot je razvidno iz današnjega napisa z zlatimi črkami na kamniti plošči ob vhodu: "Od opustošenja rešil in popravil Vincent grof Waldstein-Wartenberg leta 1862."
Za portal severne predsobe se uporablja tudi ime Pot v raj, avtor je monsinjor František Doležel. 

### Kripta
Pod prezbiterijem glavne ladje je kripta razširjena v sosednje dele prehodov. Ima poligonalno apsido. Kripta je obokana s kvadratnimi polami in križnim obokom s klinastimi rebri, širokimi granitnimi loki. Osmerokotni stebri imajo kapitele s cvetličnimi motivi. Eden od stebrov je iz časa, ko se je bazilika uporabljala za posvetne namene in je bil nadomeščen z navadnim valjastim stebrom. Kripta je dostopna iz cerkve in samostana. Granitni tlak je iz obnove bazilike iz 30-ih. Iz leta 1936 je tudi kamnit oltar, izklesan iz kamna iz Trnave.